# UFC on ESPN: Blaydes vs. Daukaus
UFC on ESPN: Blaydes vs. Daukaus (também conhecido como UFC on ESPN 33) foi um evento de artes marciais mistas produzido pelo Ultimate Fighting Championship que aconteceu em 26 de março de 2022 na Nationwide Arena em Columbus, Ohio, Estados Unidos.

## Background
Uma luta na categoria peso-meio-pesado entre o ex-campeão do KSW e UFC Jan Błachowicz e Aleksandar Rakić era esperada para ser o evento principal. No entanto, no final de janeiro, Błachowicz se retirou devido a uma lesão e a luta foi remarcada para o UFC on ESPN: Błachowicz vs. Rakić. Em vez disso, uma luta na categoria peso-pesado entre Curtis Blaydes e Chris Daukauspassou a ser o combate principal do evento.

## Bônus da Noite
Os seguintes lutadores receberam bônus de $50.000:
- Luta da Noite: Bryan Barberena vs. Matt Brown
- Performance da Noite: Curtis Blaydes e Chris Gutiérrez